# Campionato asiatico maschile under 20 di calcio
Il Campionato asiatico maschile under 20 di calcio, noto principalmente come Coppa d'Asia Under-20 (in inglese AFC Under-20 Asian Cup), denominato fino al 2006 campionato asiatico giovanile di calcio (in inglese AFC Youth Championship) e fino al 2020 denominato Campionato asiatico under 19 (in inglese AFC U-19 Championship), è un torneo di calcio organizzato dalla AFC. Si svolge ogni due anni, è riservato alle squadre nazionali asiatiche formate da giocatori di 20 o meno anni di età, ed è valido anche come qualificazione per il Campionato mondiale di calcio Under-20.

## Risultati
| Anno          | Ospitante           |                        | Finale            | Finale         | Finale                |                   | Finale terzo e quarto posto | Finale terzo e quarto posto | Finale terzo e quarto posto |
| Anno          | Ospitante           | Vincitore              | Risultato         | 2º posto       | 3º posto              | Risultato         | 4º posto                    |                             |                             |
| 1959 Dettagli | Malaysia            | Corea del Sud          | [ n 1 ]           | Malaysia       | Giappone              | [ n 1 ]           | Hong Kong                   |                             |                             |
| 1960 Dettagli | Malaysia            | Corea del Sud          | 4–0               | Malaysia       | Hong Kong             | 2–1               | Indonesia                   |                             |                             |
| 1961 Dettagli | Thailandia          | Birmania Indonesia     | 0–0               |                | Thailandia            | 2–1               | Corea del Sud               |                             |                             |
| 1962 Dettagli | Thailandia          | Thailandia             | 2–1               | Corea del Sud  | Indonesia             | 3–0               | Malaysia                    |                             |                             |
| 1963 Dettagli | Malaysia            | Corea del Sud Birmania | 2–2               |                | Thailandia            | 2–0               | Hong Kong                   |                             |                             |
| 1964 Dettagli | Vietnam del Sud     | Birmania Israele       | 0–0               |                | Vietnam del Sud       | 2–0               | Indonesia                   |                             |                             |
| 1965 Dettagli | Giappone            | Israele                | 5–0               | Birmania       | Malaysia              | 4–1               | Hong Kong                   |                             |                             |
| 1966 Dettagli | Filippine           | Israele Birmania       | 1–1               |                | Cina Thailandia       | [ n 3 ]           |                             |                             |                             |
| 1967 Dettagli | Thailandia          | Israele                | 3–0               | Indonesia      | Birmania              | 4–0               | Singapore                   |                             |                             |
| 1968 Dettagli | Corea del Sud       | Birmania               | 4–0               | Malaysia       | Corea del Sud Israele | [ n 3 ]           |                             |                             |                             |
| 1969 Dettagli | Thailandia          | Birmania Thailandia    | 2–2               |                | Iran                  | 2–1               | Israele                     |                             |                             |
| 1970 Dettagli | Filippine           | Birmania               | 3–0               | Indonesia      | Corea del Sud         | 5–0               | Giappone                    |                             |                             |
| 1971 Dettagli | Giappone            | Israele                | 1–0               | Corea del Sud  | Birmania              | 2–0               | Giappone                    |                             |                             |
| 1972 Dettagli | Thailandia          | Israele                | 1–0               | Corea del Sud  |                       | [ n 4 ]           |                             |                             |                             |
| 1973 Dettagli | Iran                | Iran                   | 2–0               | Giappone       |                       | [ n 4 ]           |                             |                             |                             |
| 1974 Dettagli | Thailandia          | India Iran             | 2–2               |                |                       | [ n 4 ]           |                             |                             |                             |
| 1975 Dettagli | Kuwait              | Iraq Iran              | 0–0               |                | Kuwait Corea del Nord | 2–2               |                             |                             |                             |
| 1976 Dettagli | Thailandia          | Iran Corea del Nord    | 0–0               |                | Corea del Sud         | 2–1               | Thailandia                  |                             |                             |
| 1977 Dettagli | Iran                | Iraq                   | 4–3               | Iran           | Bahrein               | 3–1               | Giappone                    |                             |                             |
| 1978 Dettagli | Bangladesh          | Iraq Corea del Sud     | 1–1               |                | Corea del Nord Kuwait | 1–1               |                             |                             |                             |
| 1980 Dettagli | Thailandia          | Corea del Sud          | [ n 1 ]           | Qatar          | Giappone              | [ n 1 ]           | Thailandia                  |                             |                             |
| 1982 Dettagli | Thailandia          | Corea del Sud          | [ n 1 ]           | Cina           | Iraq                  | [ n 1 ]           | Emirati Arabi Uniti         |                             |                             |
| 1985 Dettagli | Emirati Arabi Uniti | Cina                   | [ n 1 ]           | Arabia Saudita | Emirati Arabi Uniti   | [ n 1 ]           | Thailandia                  |                             |                             |
| 1986 Dettagli | Arabia Saudita      | Arabia Saudita         | 2–0               | Bahrein        | Corea del Nord        | 1–0               | Qatar                       |                             |                             |
| 1988 Dettagli | Qatar               | Iraq                   | 1–1 dts (5–4 dtr) | Siria          | Qatar                 | 2–0               | Emirati Arabi Uniti         |                             |                             |
| 1990 Dettagli | Indonesia           | Corea del Sud          | 0–0 dts (4–3 dtr) | Corea del Nord | Siria                 | 1–0               | Qatar                       |                             |                             |
| 1992 Dettagli | Emirati Arabi Uniti | Arabia Saudita         | 2–0               | Corea del Sud  | Giappone              | 3–0               | Emirati Arabi Uniti         |                             |                             |
| 1994 Dettagli | Indonesia           | Siria                  | 2–1               | Giappone       | Thailandia            | 1–1 dts (3–2 dtr) | Iraq                        |                             |                             |
| 1996 Dettagli | Corea del Sud       | Corea del Sud          | 3–0               | Cina           | Emirati Arabi Uniti   | 2–2 dts (4–3 dtr) | Giappone                    |                             |                             |
| 1998 Dettagli | Thailandia          | Corea del Sud          | 2–1               | Giappone       | Arabia Saudita        | 3–1               | Kazakistan                  |                             |                             |
| 2000 Dettagli | Iran                | Iraq                   | 2–1               | Giappone       | Cina                  | 2–2               | Iran                        |                             |                             |
| 2002 Dettagli | Qatar               | Corea del Sud          | 1–0               | Giappone       | Arabia Saudita        | 4–0               | Uzbekistan                  |                             |                             |
| 2004 Dettagli | Malaysia            | Corea del Sud          | 2–0               | Cina           | Giappone              | 1–1 dts (4–3 dtr) | Siria                       |                             |                             |
| 2006 Dettagli | India               | Corea del Nord         | 1–1 dts (5–3 dtr) | Giappone       | Corea del Sud         | 2–0               | Giordania                   |                             |                             |
| 2008 Dettagli | Arabia Saudita      | Emirati Arabi Uniti    | 2–1               | Uzbekistan     | Corea del Sud         | [ n 4 ]           | Australia                   |                             |                             |
| 2010 Dettagli | Cina                | Corea del Nord         | 3–2               | Australia      | Corea del Sud         | [ n 4 ]           | Arabia Saudita              |                             |                             |
| 2012 Dettagli | Emirati Arabi Uniti | Corea del Sud          | 1–1 dts (4–1 dtr) | Iraq           | Uzbekistan            | [ n 4 ]           | Australia                   |                             |                             |
| 2014 Dettagli | Birmania            | Qatar                  | 1–0               | Corea del Nord | Birmania              | [ n 4 ]           | Uzbekistan                  |                             |                             |
| 2016 Dettagli | Bahrein             | Giappone               | 0–0 dts (5–3 dtr) | Arabia Saudita | Iran                  | [ n 4 ]           | Vietnam                     |                             |                             |
| 2018 Dettagli | Indonesia           | Arabia Saudita         | 2–1               | Corea del Sud  | Giappone              | [ n 4 ]           | Qatar                       |                             |                             |
| 2023 Dettagli | Uzbekistan          | Uzbekistan             | 1–0               | Iraq           | Giappone              | [ n 4 ]           | Corea del Sud               |                             |                             |
| 2025 Dettagli | Cina                | Australia              | 1–1 dts (5–4 dtr) | Arabia Saudita | Corea del Sud         | [ n 4 ]           | Giappone                    |                             |                             |

1. 1 2 3 4 5 6 7 8  Torneo sotto forma di girone.
2. 1 2 3 4 5 6 7 8 9  Titolo condiviso.
3. 1 2 3 4  Terzo posto condiviso.
4. 1 2 3 4 5 6 7 8 9 10 11  Niente finale per il terzo posto.

### Medagliere
Dati aggiornati all'edizione 2025.
| Pos. | Paese               | Oro | Argento | Bronzo | Totale |
| ---- | ------------------- | --- | ------- | ------ | ------ |
| 1    | Corea del Sud       | 12  | 5       | 6      | 23     |
| 2    | Birmania            | 7   | 1       | 2      | 10     |
| 3    | Israele             | 6   | 0       | 1      | 7      |
| 4    | Iraq                | 5   | 2       | 1      | 8      |
| 5    | Iran                | 4   | 1       | 2      | 7      |
| 6    | Corea del Nord      | 3   | 2       | 3      | 8      |
| 7    | Arabia Saudita      | 3   | 3       | 2      | 8      |
| 8    | Thailandia          | 2   | 0       | 4      | 6      |
| 9    | Giappone            | 1   | 6       | 5      | 12     |
| 10   | Cina                | 1   | 3       | 1      | 5      |
| 11   | Indonesia           | 1   | 2       | 1      | 4      |
| 12   | Qatar               | 1   | 1       | 1      | 3      |
| 12   | Siria               | 1   | 1       | 1      | 3      |
| 13   | Uzbekistan          | 1   | 1       | 0      | 2      |
| 14   | Emirati Arabi Uniti | 1   | 0       | 2      | 3      |
| 15   | Australia           | 1   | 1       | 0      | 2      |
| 16   | India               | 1   | 0       | 0      | 1      |
| 17   | Malaysia            | 0   | 3       | 1      | 4      |
| 18   | Bahrein             | 0   | 1       | 1      | 2      |
| 19   | Kuwait              | 0   | 0       | 2      | 2      |
| 20   | Hong Kong           | 0   | 0       | 1      | 1      |
| 20   | Taipei cinese       | 0   | 0       | 1      | 1      |
| 20   | Vietnam del Sud     | 0   | 0       | 1      | 1      |